# Vicente Nicasio Renuncio Toribio
Vicente Nicasio Renuncio Toribio (Villayuda, 11 de septiembre de 1876 — Paracuellos de Jarama, 7 de noviembre de 1936) fue un sacerdote español, mártir, víctima de la guerra civil española, Beato de la Iglesia católica, director de la revista El Perpetuo Socorro, y líder de la Congregación del Santísimo Redentor de Madrid, de la cual fue Consultor Provincial.  Por ser mártir, su beatificación no requirió demostración de milagros.

## Biografía
Conoció a los redentoristas en una misión, la de Agés, lo que le condujo a ingresar a la Casa-Noviciado de El Espino en 1895.  Más tarde en su vida también sería misionero, tanto de Astorga como desde El Espino, y participó en las misiones a Daroca y a Peñacastillo.  Profesó ése mismo año, el 8 de septiembre. Ordenado sacerdote el 23 de marzo de 1901, y, tras servir en varias comunidades redentoristas españolas —incluyendo haber sido profesor en el Jovenado de Nuestra Señora de El Espino entre 1902 y 1906 y de nuevo entre 1909 y 1912—, en 1912 fue trasladado al Santuario del Perpetuo Socorro de Madrid, con la posición de Consultor Provincial.  Allí fue director de la revista El Perpetuo Socorro entre 1912 y 1918, y estuvo a cargo —además del Santuario— de la Basílica de San Miguel.  Con la fundación de la Casa redentorista de Carmona en 1923, Renuncio Toribio se alejó de Madrid hasta 1924, cuando retomó el liderazgo de ambas Casas de la Congregación en Madrid, posición que ocupó hasta su martirio.
Cuando comenzó la persecución, se refugió en casas de amigos de la familia y utilizó el pseudónimo Nicasio Manzanedo, que era el segundo apellido de su padre. El 17 de septiembre de 1936 fue arrestado por estar indocumentado y trasladado a la Comisaría del distrito de Chamberí. Ese mismo día fue enviado a la Dirección General de Seguridad e, inmediatamente, a la Cárcel Modelo de Madrid. Apenas dos meses más tarde, fue sacado extrajudicialmente y trasladado a Paracuellos de Jarama, donde fue asesinado el 7 de noviembre de 1936. Se le atribuyen las palabras finales «Ofrezco mi vida por mis hermanos en España, por toda la congregación y por la desdichada España».

## Beatificación
La causa legal de beatificación data de 2005.  El 24 de abril de 2021, tras el debido estudio por los historiadores del Dicasterio de las Causas de los Santos y otras autoridades, el papa Francisco firmó un decreto reconociendo el martirio de Vicente Nicasio Renuncio Toribio y once de sus compañeros, lo que abrió el camino a su beatificación.
El 22 de octubre de 2022, durante la Eucaristía en la Catedral de la Almudena, tuvo lugar un rito durante el cual el cardenal Marcello Semeraro, beatificó a doce mártires españoles, encabezados por el P. Vicente Renuncio, colocándoles entre los Beatos de la Iglesia Católica.